# Jacob Alverdoe
Jacob Alverdoe (veertiende eeuw), ook Alverdoen, was burgemeester van Brugge.

## Levensloop
Er waren twee Jacob Alverdoes, vader en zoon.
Jacob Alverdoe vader, zoon van Liegaerd Alverdoe, behoorde tot de stedelijke elite.
Hij was lid van een familie van makelaars, hoewel het niet zeker is dat hij zelf ook dit beroep uitoefende. Andere Alverdoes waren lakenhandelaars. Jacob was in 1332 voogd van de minderjarige kinderen van Gillis Dop, met wie hij verwant was.
In een vorige generatie behoorde Nicolaas Alverdoe, bestuurslid in het ambacht van de volders en wevers, tot de leiders van de 'democratische' revolutie in 1280, die de naam Moerlemaye kreeg. Zijn zoon Colaert Alverdoe behoorde rond 1300 eerder tot de groep van de leliaards. 
Jacob Alverdoe junior, was een zoon van Jacob Alverdoe en een kleinzoon van Liegaerd Alverdoe. Het is waarschijnlijk dat hij de kant koos van de jonge graaf Lodewijk van Male, aangezien hij burgemeester werd nadat de graaf de stad Brugge met zijn leger had bezet en de zetelende burgemeester van de schepenen Gillis van Coudebrouc had gearresteerd.
Alverdoe junior werd vermeld in 1345 als ruiter, omringd door een aantal gezellen, in de Heilig Bloedprocessie.
Jacob Alverdoe vader en zoon voerden een wapenschild waarop zes sint-jakobsschelpen verwezen naar hun heilige patroon.

## Stadsbestuur
De Alverdoes waren lid van de stadsmagistraat als volgt:
- Alverdoe senior
  - 1324-1325: schepen
  - 1328-1330: schepen
  - 1330-1331: raadslid
- Alverdoe junior
  - 1346-1347: schepen
  - 1348: schepen
  - 1349-1350: burgemeester van de schepenen.

## Eigendom
Alverdoe senior was eigenaar van De Oude Steen, een middeleeuws gebouw, gelegen in de Wollestraat (in 2019 nummer 29) in Brugge, waarvan de bewaarde kelder in veldsteen uit de elfde of twaalfde eeuw dateert. Hij was de eerste bij naam gekende eigenaar ervan, doordat hij bij contract een schenking deed van 25 schellingen per jaar aan het kartuizerklooster Genadedal, af te houden op zijn eigendom.

## Bron
- Dirk VANDENAUWEELE, Schepenbank en schepenen te Brugge (1127-1384). Bijdrage tot de studie van een gewone stedelijke rechts- en bestuursinstelling, doctoraatsverhandeling (onuitgegeven), KU Leuven, 1974.